# Кубриха
Кубриха — река в России, течёт по территории Заполярного района Ненецкого автономного округа. Впадает в реку Русскую справа возле её устья в юго-западной оконечности озера Городецкого, на высоте 1 м над уровнем моря. Длина реки составляет 28 км.

## Данные водного реестра
По данным государственного водного реестра России относится к Двинско-Печорскому бассейновому округу, водохозяйственный участок реки — Печора от водомерного поста Усть-Цильма и до устья, речной подбассейн реки — бассейны притоков Печоры ниже впадения Усы. Речной бассейн реки — Печора.
Код объекта в государственном водном реестре — 03050300212103000084008.